# Brigos

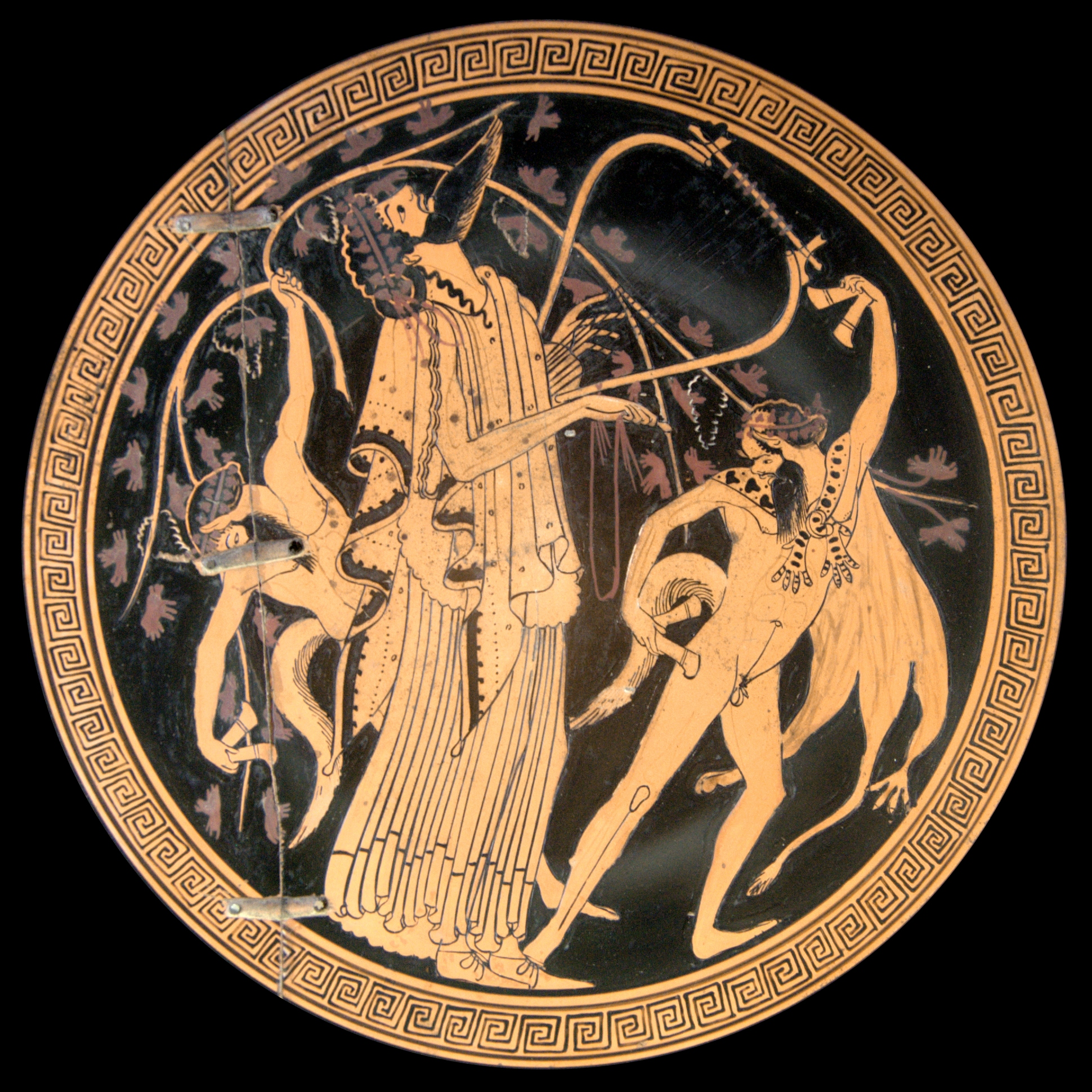
Dioniso y un sátiro en un vaso hecho por Brigos y pintado por el Pintor de Brigos, c. 480 a. C. (Cabinet des Médailles, París).

Brigos (en griego antiguo: Βρύγος) fue un ceramista, un antiguo alfarero griego, activo en Atenas entre los años 490 y 470 a. C.  Era ateniense (posiblemente de origen macedonio), firmó más de 13 vasos de cerámica (otra fuente da hasta 16 firmas, completas o parciales). Su firma siempre aparece en la frase "Brygos epoiesen" (Brygos me hizo) como en el asa de una copa de Boston, nunca aparece con la forma "Brygos egrafsen" (Brygos me pintó). Esto significa que Brygos fabricó los vasos en los que los firmó, pero no es seguro que los pintara. El pintor de los vasos firmados (también relacionado por el estilo del dibujo) es conocido por el nombre convencional de Pintor de Brigos, a quien también se le atribuyen, según su estilo, otros doscientos treinta jarrones sin firmar, casi todos kílices de figuras rojas (casi todas las copas firmadas por Brigos fueron decoradas por el Pintor de Brigos o por miembros de su taller, como el Pintor de Briseida.
Fabricó varios kílices de tipo B (p. ej., el kílix de figuras rojas tipo B de Wurzburgo, Museo Martin von Wagner HA 428). Las copas de este tipo tienen una base relativamente poco profunda, tallos largos y pies anchos en la base. Las asas están ligeramente volteadas hacia arriba. Un número menor de sus copas pertenecen al llamado tipo C (p. ej., el de figuras rojas tipo C de Londres, Museo Británico GR 1873). En su taller también se produjeron otros tipos de vasos, comoescifos, cántaros, lécitos, e hizo una gran vasija similar a un cálato con un pico y ritoness en forma de cabezas de animales.

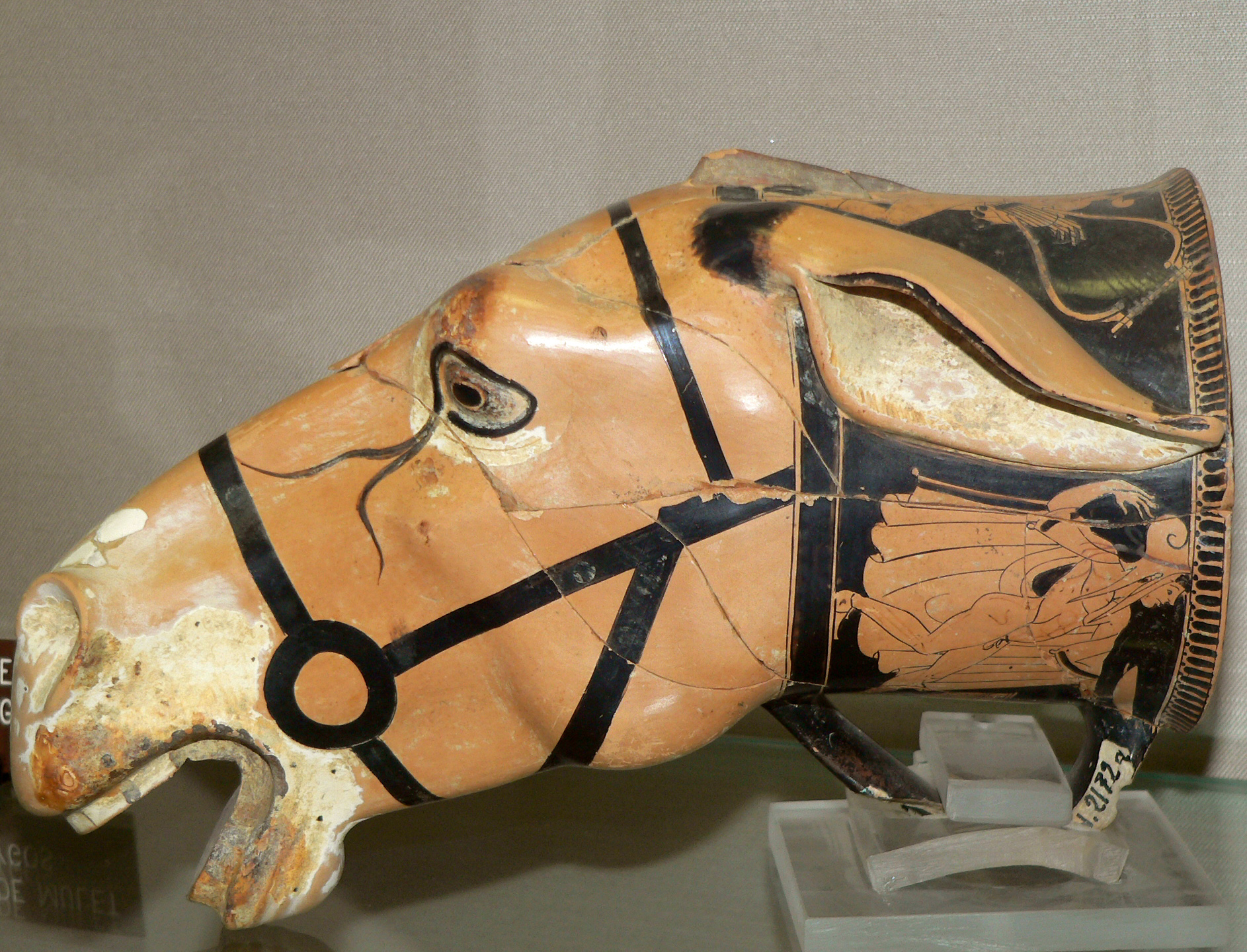
Ritón con forma de cabeza de mula fabricado por Brigos.

Junto a Eufronio, Duris y Macrón es uno de los representantes más significativos del estilo de figuras rojas. Las figuras de sus recipientes, en su mayoría son escudillas, le delatan como un artista fantasioso y con un fuerte realismo. Su obra principal es la Escudilla de Iliupersis, la toma de Ilión o Troya que pertenece al museo del Louvre. Otros trabajos típicos suyos se encuentran en las Colecciones Estatales de Antigüedades de Múnich, en la Colección de Antigüedades del Museo Martin von Wagner, de Wurzburgo, y en el Museo de Historia del Arte de Viena.

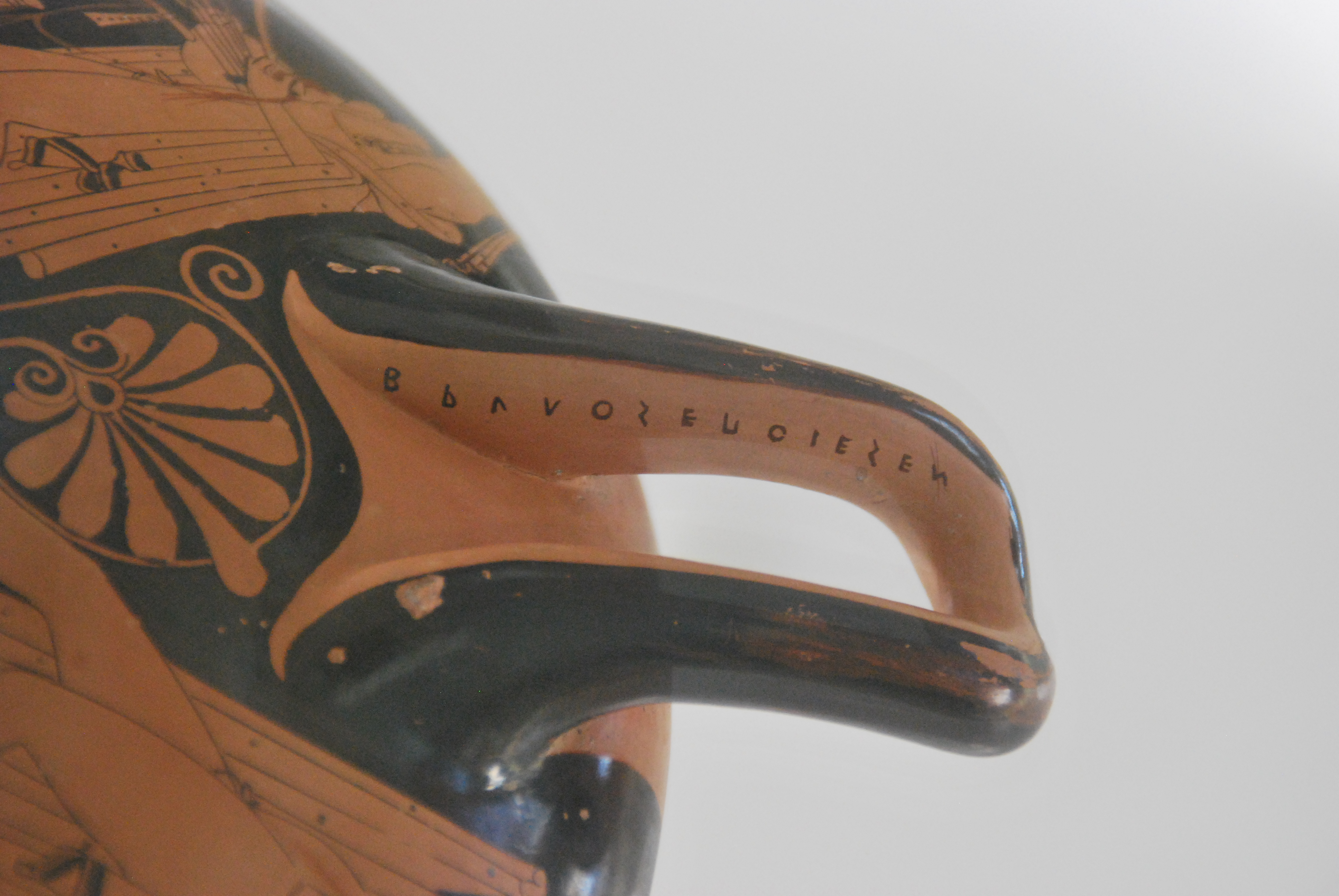
Kílix ático de figuras rojas, firma del alfarero Brigos en la parte inferior del asa, Museo Martin von Wagner, Wurzburgo.
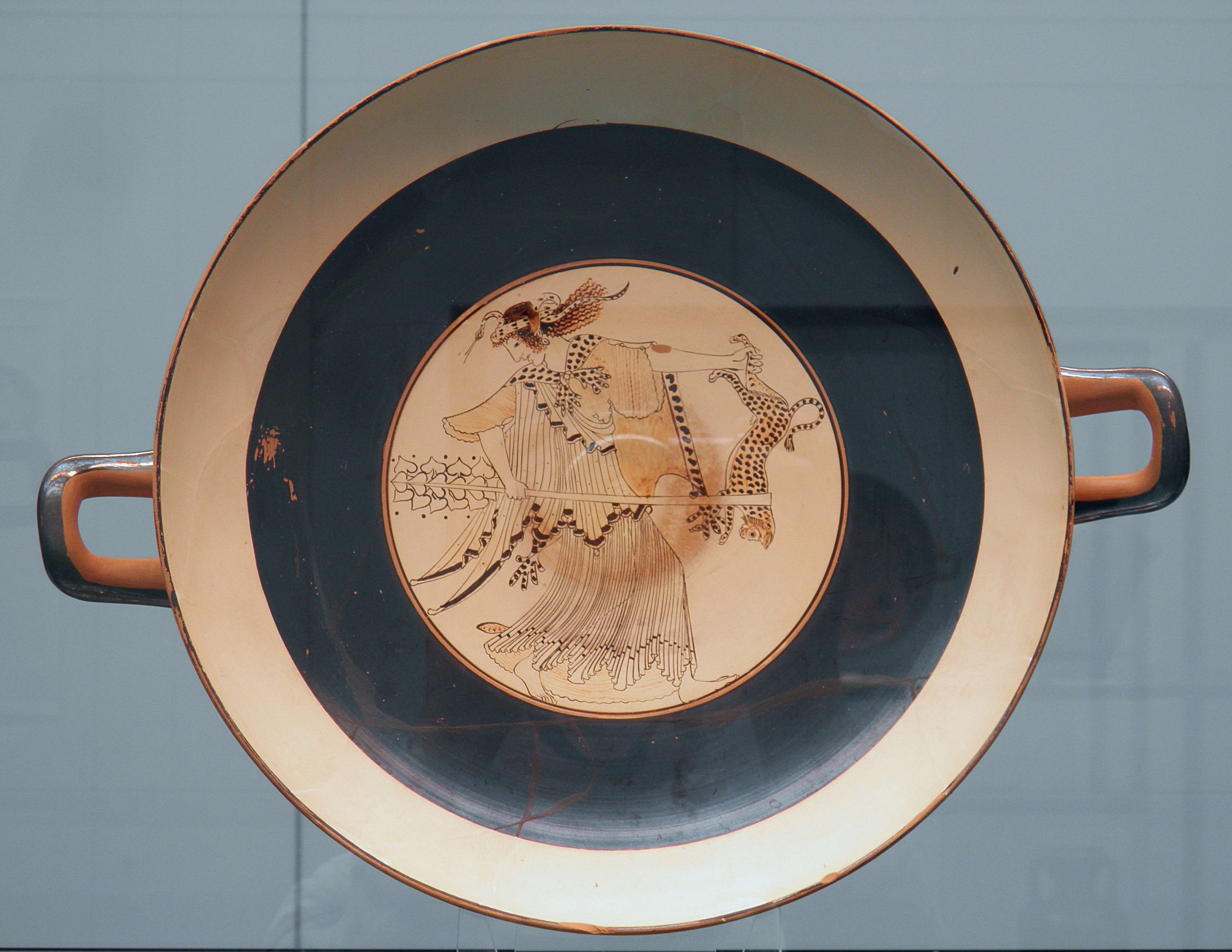
Kílix ático con pintura sobre fondo blanco, alfarero: Bigos, pintor: Brigos, Staatliche Antikensammlungen 2645, Múnich.
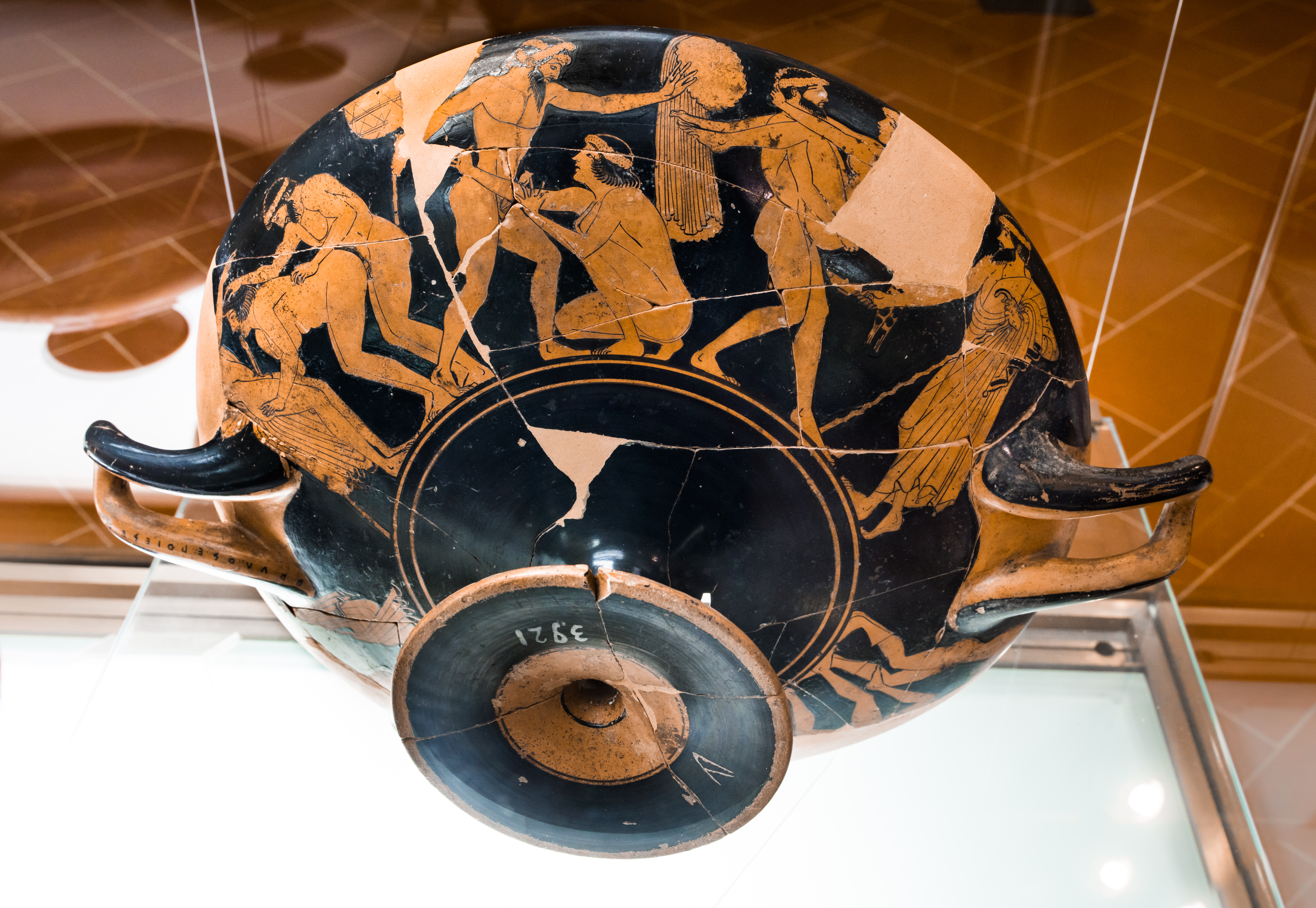
Kílix ático de figuras rojas, Museo Arqueológico Nacional de Florencia 3921, Florencia.
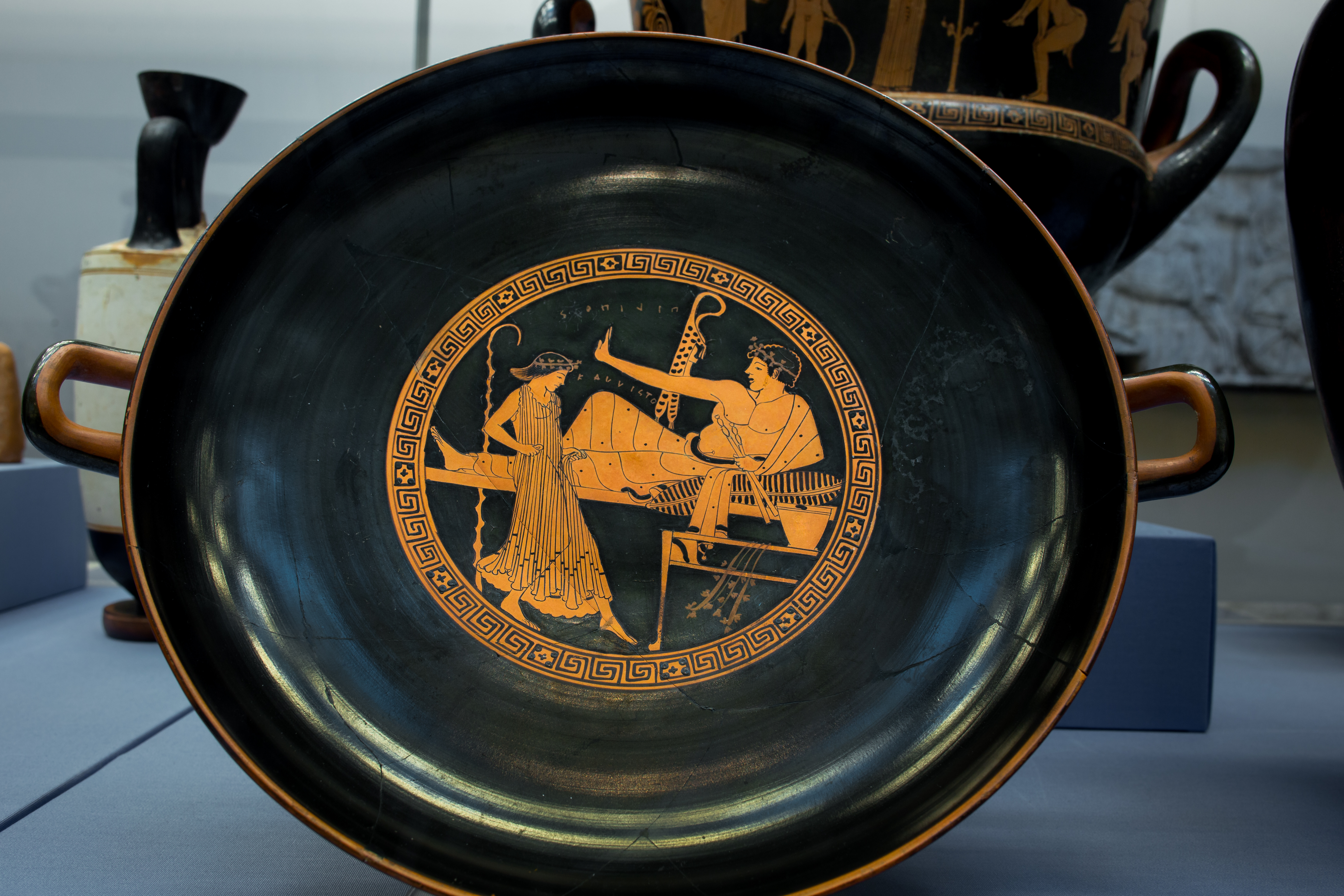
Kílix ático de figuras rojas tipo B, ca. 490 a. C., Museo Británico 1848,0619.7, Londres